# Yoshinao Nanbu
Yoshinao Nanbu (Kobe, Japón; febrero de 1943-París, Francia; 28 de abril de 2020) fue el maestro fundador del Nanbudo.

## Biografía
Yoshinao Nanbu nació en febrero de 1943 en Kobe (Japón). Inició la práctica de las artes marciales con cinco años de la mano de su padre (5º Dan de Judo).
A su llegada a la universidad de Osaka comenzó a estudiar karate, siendo aceptado por el maestro Chojiro Tani (10 Dan de Kárate Shito-Ryu). También se introdujo en la práctica del aikido. 
Su gran forma física y su dominio de las técnicas le llevaron a convertirse en un importante karateka de Japón, en 1963 fue el vencedor del torneo del Gran General Omao, en el que participaron 1 250 karatekas.
Su maestro Tani le encomendó la tarea de trasladarse a Europa para divulgar el kárate, ya que entonces no estaba muy extendido por occidente. Una vez en Francia lideró al equipo campeón del Campeonato de Francia, ganó en individuales en el Campeonato de Europa y en la Copa Internacional de Cannes.
Después de esto volvió a Japón a terminar la carrera de económicas, para, finalmente, dedicar el resto de su vida a las artes marciales. Aun bajo la tutela del maestro Tani, se dedicó a la tarea de extender el kárate, abriendo dojos por todo el mundo y encargándose de organizar los Terceros Campeonatos del Mundo de Kárate, que se celebraron en 1969 en París.
Al día siguiente a la finalización de los campeonatos, decidió romper con su maestro, ya que se da cuenta de que estos estilos de karate están dirigidos casi exclusivamente a la competición, dejando de lado otras técnicas más costosas y tradicionales. Después de varios meses retirado reflexionando, crea el estilo de karate Sankukai. Este estilo está basado en la esquiva, siendo más flexible y rápido que los anteriores.
En 1972 fue invitado por el Ministerio de Deportes español para presidir el comité de exámenes para otorgar la acreditación de las artes marciales que se podrían impartir en España.
Durante los siguientes años se dedicó a promocionar el Sankukai, habiendo en 1976 cuarenta y seis países afiliados a la Asociación Mundial. Tras la copa mundial de ese año, Nanbu consideró que ha llegado el momento de dar un paso más y se retiró durante cuatro años para dar forma a lo que sería el Nanbudo.
En 1980 presentó a sus alumnos directos el nuevo arte marcial, aunque muchos lo rechazaron. Los que sí que lo aceptaron lo hacen con la convicción de que es un gran avance. El nanbudo está concebido como una disciplina de vida, integrando gimnasia, ejercicios de respiración, de defensa personal y un sistema de competición propio, que premia la defensa y no el ataque (al revés que en la mayoría de escuelas de karate).
Desde entonces el nanbudo se ha extendido por todo el globo, estando muy extendido en Europa occidental, Camerún y Japón. Contando en 2013 con unos 20.000 participantes activos.
Recientemente la Federación Francesa de Kárate ha concedido el 9º Dan de karate al Maestro Yoshinao Nanbu.
Falleció el 28 de abril de 2020 a los 77 años, en Francia.